# Glycosmis tirunelveliensis
Glycosmis tirunelveliensis är en vinruteväxtart som beskrevs av Murugan & Manickam. Glycosmis tirunelveliensis ingår i släktet Glycosmis och familjen vinruteväxter. Inga underarter finns listade i Catalogue of Life.